# Plecotus kozlovi
Plecotus kozlovi is een vleermuis uit het geslacht der grootoorvleermuizen (Plecotus) die voorkomt in de Gobi- en Taklamaken-woestijnen en het Tsaidam-bekken in China en Mongolië. Deze soort wordt meestal tot de bruine grootoorvleermuis (P. austriacus) gerekend, maar wordt sinds 2006 als een aparte soort binnen de P. auritus-groep erkend. De naam Plecotus mordax Thomas, (september) 1926 werd als een synoniem van P. kozlovi Bobrinskoj, (mei) 1926 beschouwd.
P. kozlovi is de grootste soort van het geslacht, voor P. turkmenicus. De vacht is zeer dicht. De rug is licht geelbruin, de onderkant wit. Het gezicht is naakt, maar het voorhoofd en de wangen zijn bedekt met witte haren. Het staartmembraan is naakt, zeer licht en half doorzichtig. De oren zijn dikker, maar ook zeer bleek. De voorarmlengte bedraagt 43,01 tot 46,55 mm, de duimlengte 6,41 tot 8,56 mm en de schedellengte 17,63 tot 18,80 mm.